# Condado de Bosque
O Condado de Bosque é um dos 254 condados do estado norte-americano do Texas. A sede do condado é Meridian, e sua maior cidade é Meridian.
O condado possui uma área de 2 597 km² (dos quais 35 km² estão cobertos por água), uma população de 17 204 habitantes, e uma densidade populacional de 7 hab/km² (segundo o censo nacional de 2000).
O condado foi criado em 1854.